# Liste de sociétés savantes du Loiret

Le département du Loiret en rouge sur la carte

La liste des sociétés savantes du Loiret présente les sociétés savantes du département français du Loiret (région Centre-Val de Loire).

## Liste
| Société savante                                                                     | Lieu                  | Coordonnées                      | Thématique                                 | Création | Périodique                                                          | Site officiel                            |
| ----------------------------------------------------------------------------------- | --------------------- | -------------------------------- | ------------------------------------------ | -------- | ------------------------------------------------------------------- | ---------------------------------------- |
| Académie d'Orléans                                                                  | Orléans               | 47° 54′ 15″ nord, 1° 54′ 41″ est | généraliste                                | 1809     | Mémoires de l'Académie d'Orléans                                    | lacado.fr                                |
| Amis de Cléry                                                                       | Cléry-Saint-André     |                                  | Histoire                                   | 1982     | Clariacus vicus                                                     | lesamisdeclery.net                       |
| Amis de la forêt d'Orléans                                                          | Orléans               |                                  | Forêt d'Orléans                            | 2004     | Forêt voisine et Annales                                            | www.safo.asso.fr                         |
| Amis des musées d'Orléans                                                           | Orléans               |                                  |                                            | 1941     | Bulletin des amis des musées d'Orléans                              | www.amismuseesorleans.com                |
| Amis de Saint-Jacques dans le Loiret                                                | Saint-Jean-de-Braye   |                                  | Pèlerinage de Saint-Jacques-de-Compostelle | 2000     |                                                                     | amisdestjacques45.super-h.fr             |
| Amis du vieux Montargis                                                             | Montargis             |                                  |                                            | 1965     | Bulletin des amis du vieux Montargis                                | amisduvieuxmontargis.com                 |
| Amis du centre Jeanne d'Arc                                                         | Orléans               |                                  | Jeanne d'Arc                               | 1974     |                                                                     | www.jeannedarc.com.fr/centre/centre.htm  |
| Amis du musée Girodet                                                               | Montargis             |                                  |                                            | 1970     |                                                                     | lesamisdumuseegirodet.com                |
| Amis des musées de la région Centre                                                 | Orléans               |                                  |                                            |          |                                                                     | www.amis-musees.fr/gr/2_centre/index.php |
| Amis du musée de la marine de Loire                                                 | Châteauneuf-sur-Loire |                                  |                                            | 1963     |                                                                     | -                                        |
| Association archéologique Segeta                                                    | Sceaux-du-Gâtinais    |                                  | Archéologie                                |          |                                                                     | -                                        |
| Association des personnels scientifiques des musées de la région Centre             | Orléans               |                                  |                                            | 1977     |                                                                     | []                                       |
| Association pour la recherche historique postes et télécommunications région Centre | Olivet                |                                  | Histoire                                   | 1982     |                                                                     | -                                        |
| Bibliothèque généalogique d'Orléans                                                 | Saint-Jean-de-Braye   |                                  | Généalogie                                 | 1999     |                                                                     | bgorleans.fr                             |
| Castellio                                                                           | Châtillon-sur-Loire   |                                  | Histoire                                   | 1986     |                                                                     | -                                        |
| Études ligériennes                                                                  | Orléans               |                                  | Loire                                      | 1965     | Études ligériennes                                                  | -                                        |
| Fédération archéologique du Loiret                                                  | Orléans               |                                  | Archéologie                                | 1974     | Revue archéologique du Loiret et de l'axe ligérien                  | lafal.fr.free.fr/FR/                     |
| Groupement archéologique et historique de la région d'Artenay                       | Artenay               |                                  | Archéologie, Histoire                      | 1972     |                                                                     | gahra-artenay.blogspot.fr                |
| Loiret généalogique                                                                 | Fleury-les-Aubrais    |                                  | Généalogie                                 | 1976     | Le Loiret généalogique                                              | loiretgenealogique.org                   |
| Loiret Nature Environnement                                                         | Orléans               |                                  | Biologie                                   | 1945     | Loiret Nature                                                       | loiret-nature-environnement.org          |
| Société archéologique de la région de Puiseaux                                      | Puiseaux              |                                  | Archéologie                                | 1969     |                                                                     | -                                        |
| Société archéologique de Meung-sur-Loire                                            | Meung-sur-Loire       | 47° 49′ 33″ nord, 1° 41′ 36″ est | Archéologie                                | 1973     |                                                                     | societe-archeologique-meung-sur-loire.fr |
| Société archéologique et historique de Beaugency                                    | Beaugency             | 47° 46′ 41″ nord, 1° 37′ 54″ est | Archéologie, Histoire                      | 1972     | Bulletin de la société archéologique et historique de Beaugency     | societe-archeo-hist-beaugency.webnode.fr |
| Société archéologique et historique de l'Orléanais                                  | Orléans               |                                  | Archéologie, Histoire                      | 1848     | Bulletin de la société archéologique et historique de l'Orléanais   | saho.fr                                  |
| Société archéologique et historique de Vienne-en-Val                                | Vienne-en-Val         |                                  | Archéologie, Histoire                      |          |                                                                     | -                                        |
| Société archéologique neuvilloise                                                   | Neuville-aux-Bois     |                                  | Archéologie                                | 1964     | Bulletin de la Société archéologique de Neuville-aux-Bois           | -                                        |
| Société d'émulation de l'arrondissement de Montargis                                | Montargis             |                                  | Histoire                                   | 1853     | Bulletin de la société d'émulation de l'arrondissement de Montargis | gatinais.histoire.pagesperso-orange.fr   |
| Société historique et archéologique du Giennois                                     | Gien                  |                                  | Archéologie, Histoire                      | 1923     | Bulletin de la société archéologique et historique du Giennois      | leblogdelashag.canalblog.com             |
| Société mycologique du Gâtinais                                                     | Villemandeur          | 47° 59′ 25″ nord, 2° 42′ 17″ est | Mycologie                                  | 1979     | Bulletin de la société mycologique du Gâtinais                      | mycogatinais.net                         |